# Ilie Antonescu
Ilie Antonescu, romunski general, * 1894, † 1974.